# Barry Tuckwell

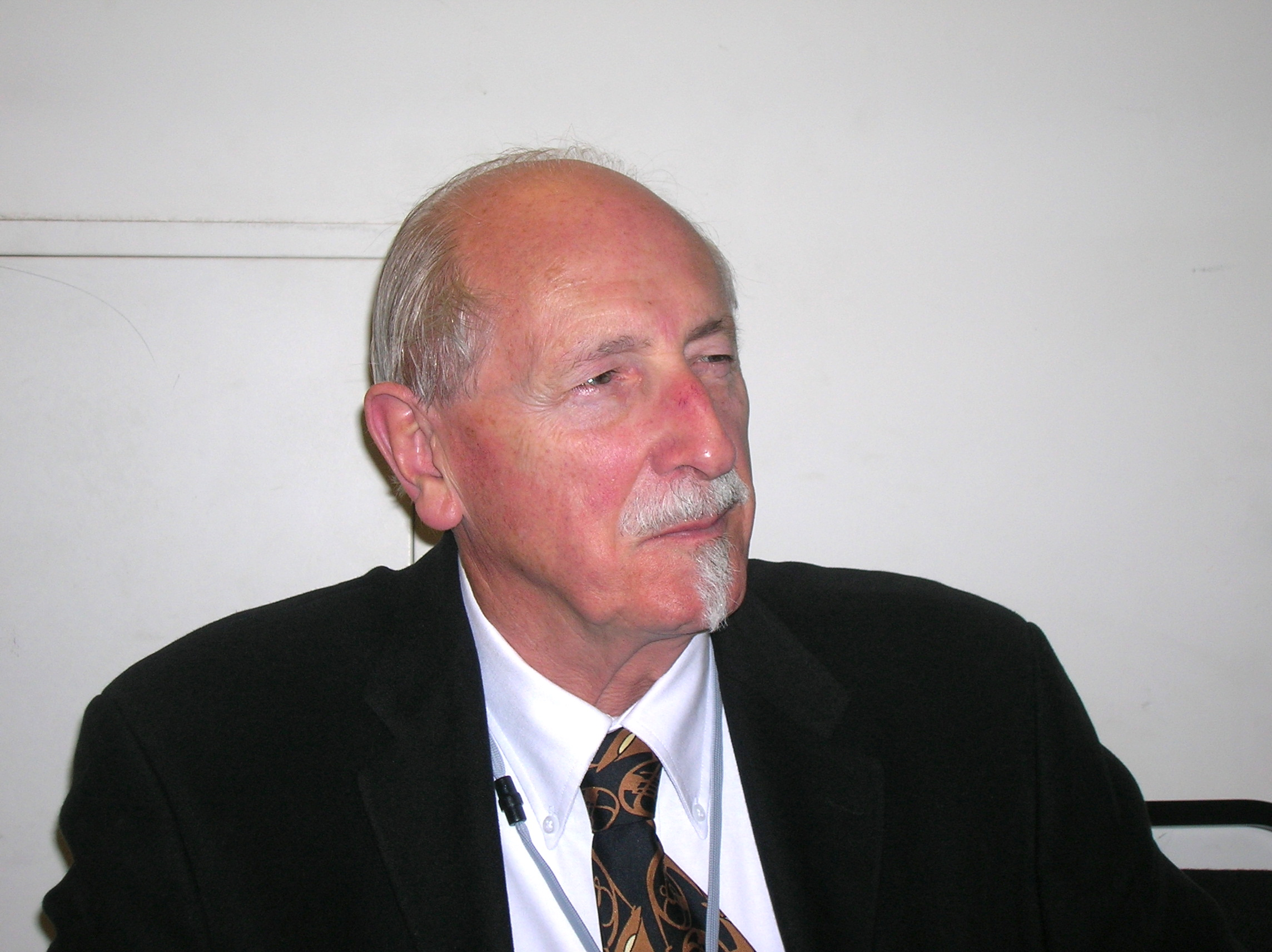
Barry Tuckwell, 2007

Barry Tuckwell (* 5. März 1931 in Melbourne, Australien; † 16. Januar 2020 ebenda) war ein australischer Hornist und Dirigent.

## Leben und Wirken
Mit 15 Jahren begann Tuckwell seine Orchesterlaufbahn im Melbourne Symphony Orchestra. Von 1955 bis 1968 war er Solohornist des London Symphony Orchestra, anschließend begann er seine Solokarriere. 1982 begründete er das Maryland Symphony Orchestra und leitete es als Dirigent bis 1998, daneben wirkte er als Dirigent des Tasmanian Symphony Orchestra (Australien) und leitete zahlreiche Meisterkurse.
Von 1962 bis 1972 war er Professor an der Royal Academy of Music in London, die University of Sydney verlieh ihm die Ehrendoktorwürde. Tuckwell verfasste eine Hornschule in englischer Sprache mit dem Titel Playing the horn, in der die speziellen Techniken des Hornspiels erklärt werden wie Doppel-, Tripel- und Flatterzunge, Stopfen, Dämpfen, Transposition und Glissando.
Er war Erster Präsident der International Horn Society. Von Tuckwell liegen mehr als 45 Aufnahmen vor. Zudem wurden über 20 Werke zeitgenössischer Komponisten für Tuckwell geschrieben.
Für seine Verdienste um die australische Musik erhielt er 2008 den Sir Bernard Heinze Memorial Award.